# Pseudantheraea extrema
Pseudantheraea extrema är en fjärilsart som beskrevs av Abel Dufrane 1953. Pseudantheraea extrema ingår i släktet Pseudantheraea och familjen påfågelsspinnare. Inga underarter finns listade i Catalogue of Life.